# Kanton Saint-Leu-1
Der Kanton Saint-Leu-1 war von 1949 bis 2015 ein französischer Wahlkreis im Arrondissement Saint-Paul des Übersee-Départements Réunion. Er umfasste einen Teil der Gemeinde Saint-Leu.